# غويلفورد (نيويورك)
غويلفورد (بالإنجليزية: Guilford, New York)‏ هي بلدة أمريكية تقع في الولايات المتحدة في مقاطعة تشينانغو، نيويورك. يقدر عدد سكانها بـ 2,922 نسمة ومساحتها 160.3 كم2 وترتفع عن سطح البحر 415 متر.

## أعلام
- لورينزو دبليو. إيلدر
- روفوس هنري غيلبرت